# Computer Gaming World
Computer Gaming World (CGW) fue una revista de videojuegos americana y pionera en su género publicada entre 1981 y 2006. 

## Versión española
En España se publicó entre diciembre de 1995 y octubre de 2001; 71 números en total. El director era José Emilio Barbero y se editó por la editorial América Ibérica.
El primer número se publicó en diciembre de 1995 con un reportaje central sobre el juego The Dig y con el regalo en CD de un juego de prestigio como Simon the sorcerer.

## Historia
Russell Sipe, un seguidor de juegos de ordenador,  se dio cuenta en la primavera de 1981 que no había ninguna revista dedicada a juegos de ordenador. A pesar de que Sipe no tenía experiencia editorial,  formó Golden Empire Publications y lanzó la Computer Gaming World (CGW). Sipe  era muy religioso y su sucesor Johnny L. Wilson también.)
Los primeros números fueron publicados en Anaheim, California, y vendidos por $2.75 individualmente o $11 para la suscripción de seis números. Estas primeras revistas tenían 40-50 páginas de longitud e incluían escritos de diseñadores de juegos como Joel Billings (SSI), Dan Bunten (Ozark Software), y Chris Crawford. El artista Tim Finkas comenzó a dibujar las portadas En febrero/ enero de 1986.[cita requerida][cita requerida][cita requerida]
CGW Sobrevivió a la Crisis del videojuego de 1983, con lo que en 1985  era la superviviente única  de 18 revistas de color sobre juegos de ordenador que había en 1983. En otoño de 1987 CGW introdujo una newsletter como Foro de Juegos de Ordenador, pero fue cancelada.
La revista tuvo una expansión significativa en 1991, en su número 100.º llegó a tener 196 páginas. Durante aquel año mismo, Johnny Wilson (quién empezó como colaborador en 1983), se hizo editor-en-jefe. En 1993, Sipe vendido la revista a Ziff Davis continuó como Editor hasta 1995. La revista se hizo más gruesa en los @1990s, y en diciembre de 1997 llegó a tener 500 páginas. En enero de 1999, Wilson dejó la revista y George Jones se hizo editor-en-jefe. Jones fue reemplazado por Jeff Verde en 2002.
El 2 de agosto de 2006, Ziff Davis y Microsoft conjuntamente anunciaron que la revista se cancelaba y que sería reemplazado por Games for Windows. El número final de CGW fue en noviembre  de 2006, un total de 268. Se hizo evidente que las revistas impresas en papel competían en desventaja con las páginas web especializadas.
Simultáneamente Ziff Davis anunció la disponibilidad del CGW Archive. El Archivo presenta copias completas de los primeros 100 ejemplares de CGW, un total de 7438 páginas que cubren 11 años de juegos. El Archivo estuvo creado por Stephane Racle, y está disponible en formato de PDF. Cada ejemplar fue procesado a través de Reconocimiento de Carácter Óptico, el cual habilitó la creación de más de 3 millones de palabras índice. A pesar de que actualmente Ziff Davis ha quitado su Archivo en línea, las revistas pueden ser descargadas de su museo (ver enlaces).
El 8 de abril de 2008 se anunció que la edición impresa de Games for Windows también se cancelaba y que todo contenido sería movido a en línea.

## Contenido
CGW Presentó revisiones, preestrenos, noticias, estrategia, y las columnas de opinión. Los juegos de consola son poco tratados ya que eso era territorio de su hermana Electrónic Gaming.
En 2006, dos de las secciones más populares eran "Greenspeak", una columna escrita por Jeff Green, y "Tom vs. Bruce" un duelo donde Tom Chick y Bruce Geryk jugaban un título determinado y trababan de batirse el uno al otro.
Desde hace muchos años, CGW nunca asignó puntuaciones a revisiones, prefiriendo dejar a los lectores valorar sus juegos favoritos a través de una encuesta mensual. 
Las revisiones estaban anteriormente basadas en una puntuación de cinco estrellas, cinco estrellas señalaban un juego verdaderamente excepcional. Una estrella señalaba un juego malísimo, pero aún más lejos, solo tres infames juegos en la historia de CGW fueron marcados con cero estrellas: Postals² por Robert Coffey, Mistmare por Jeff Green, y Dungeon Lords por Denice Cook. 

## Circulación
Según MDS la revista pudo tener unos 300,000 ejemplares en circulación en 2006. Ligeramente por detrás de su rival PC Gamer.

## Premios
Bruce F. Webster de  Spacel Gamer  comentó recomendaba esta revista a los gamers ya que ofrecía mucha más información que otras revistas.
En 1988, CGW ganó el Premio Orígins a Mejor revista de Gaming de 1987.[cita requerida]
The New York Times alabó repetidamente a CGW. En 1997 el diario la llamó "la gran revista de juegos de ordenador", En 1999 "la biblia de puristas de juegos de ordenador", y en 2005 "una de las revistas de juegos superiores".

## Juegos para Windows: La Revista Oficial
En 2006, Ziff Davis Media de comunicación emitió una nota de prensa en la que cancelaba CGW.  Como parte de un proyecto con Microsoft, Ziff Davis lanzó una revista nueva llamada Juegos para Windows: La Revista Oficial en 2006. La revista reemplazó a CGW. En su nota de prensa, Ziff Davis indicó que la plantilla de CGW sería transferida a la revista nueva. 
CGW/GFW Acabado su carrera de 27 años en abril de 2008. 